# Legiony Polskie na Węgrzech

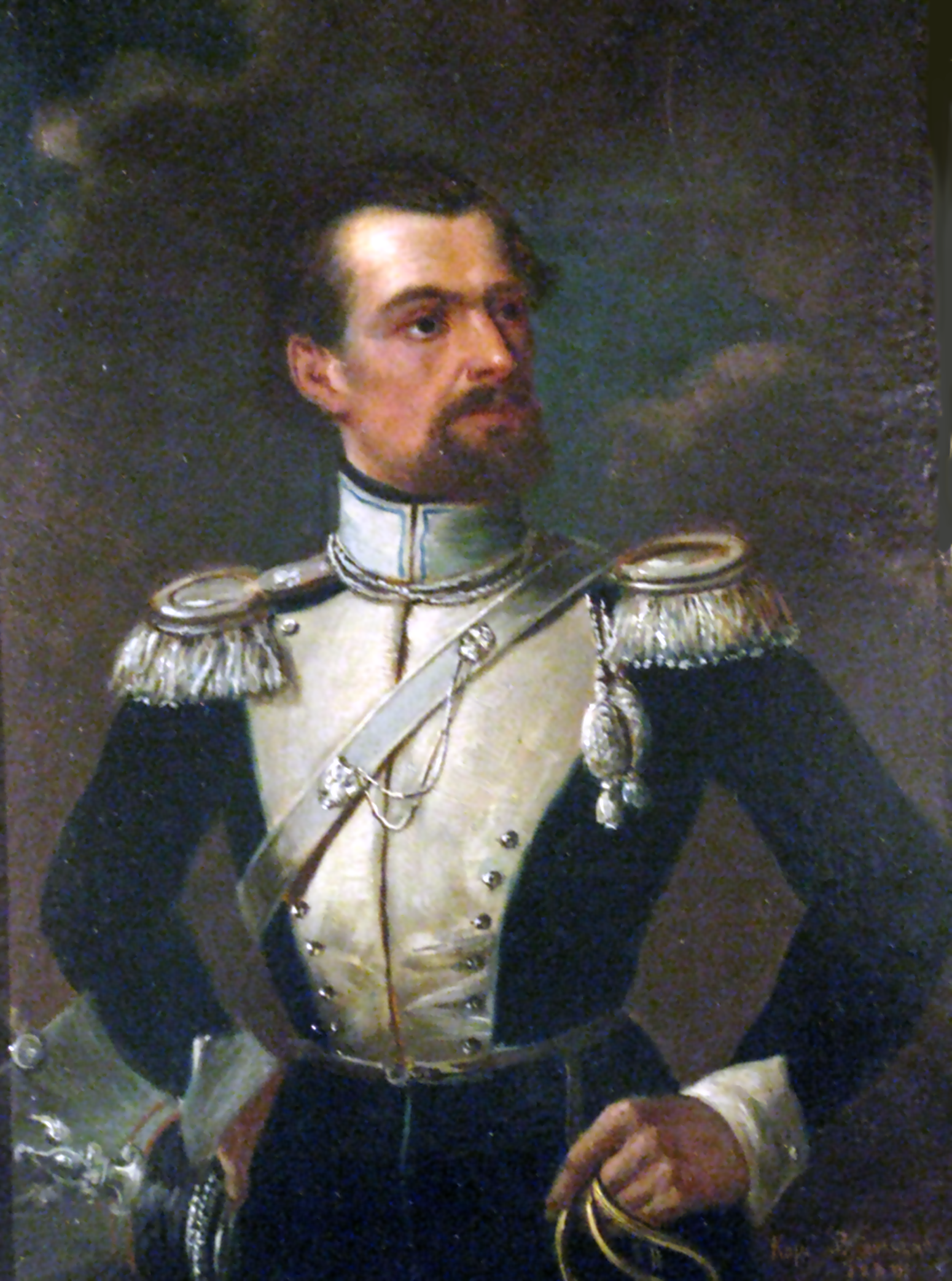
Felicjan Szybalski, porucznik 2 Pułku Ułanów Legionu Polskiego na Węgrzech, malował Seweryn Bieszczad

Legiony Polskie na Węgrzech – oddziały polskie uformowane przez gen. Józefa Wysockiego na Węgrzech w latach 1848–1849, w okresie powstania węgierskiego będącego częścią Wiosny Ludów.
Formowane były z ochotników polskich, którzy napływali na teren Węgier po stłumieniu Wiosny Ludów w Galicji. Liczyły blisko 3 tys. żołnierzy, walczyły do końca powstania i wyróżniły się w wielu trudnych bitwach, m.in. pod Szolnokiem, Hatvan, Tapiobicske, Vác, Isaszeg, Nagy-Szarlo. Początkowo Węgrzy byli niechętni tworzeniu polskich oddziałów, obawiając się interwencji Rosji, która jednak i tak nastąpiłaby w związku z zobowiązaniami wynikającymi ze Świętego Przymierza.

## Legion Polski Wysockiego
W maju 1849 w Miszkolcu, po zjednoczeniu wszystkich oddziałów polskich, Legion Wysockiego liczył 2090 żołnierzy piechoty i 400 ułanów zorganizowanych w:
- I Batalion Piechoty
- II Batalion Piechoty
- III Batalion Piechoty
- IV Batalion Piechoty (w stadium organizacji)
- 1 Pułk Ułanów Władysława Augusta Ponińskiego
- 2 Pułk Ułanów płk. Władysława Tchórznickiego
- Kompania Pionierów
- Półbateria Artylerii Pieszej
- Półbateria Artylerii Konnej

W kampanii letniej Legion Polski wchodził w skład Armii Górnych Węgier, bronił początkowo przejść z Galicji ku Nizinie Węgierskiej, a następnie walczył w odwrocie aż pod Temeszvarem, gdzie po klęsce całej armii przeszedł na terytorium tureckie.
Umundurowanie Legionu oparte było na wzorach polskich, regulaminy stosowano przeważnie austriackie – czyli te, które stosowano też w armii węgierskiej. Komenda była w języku polskim.
Legion Wysockiego posiadał własny sztandar o barwach narodowych. Stopnie podoficerskie były obsadzane drogą wyborów. Oficerowie byli mianowani przez Wysockiego. Nominacje na wyższe stopnie podlegały zatwierdzeniu przez władze węgierskie.

## Legion Polski Bema
Odrębny legion uformował gen. Józef Bem w Siedmiogrodzie. Legion wchodził w skład wojsk, które dzięki podjęciu niespodziewanej ofensywy zimowej w ciągu czterech miesięcy wyparły Austriaków. Zyskał dzięki temu wielką popularność wśród miejscowych Węgrów, Rumunów i Sasów.
Stan liczebny legionu:
20 maja 1849 r. legion liczył 601 Polaków.
21 czerwca 1849 r. legion składał się z:
- 4 kompanie piechoty liczące razem 465 żołnierzy,
- 209 kawalerzystów i 104 koni.

8 lipca legion składał się z: 
- 2 bataliony piechoty liczące razem około 600 ludzi,
- 2 szwadrony jazdy liczące razem około 200 ludzi,
- pół baterii artylerii z 30 artylerzystami i 2 armatami.

Oficerami sztabowymi w piechocie byli: płk. Franciszek Łoś, płk. Leon Czechowski, mjr. Strzelecki.

## Dalsze losy polskich żołnierzy
Po klęsce w bitwie pod Temeszwarem i kapitulacji Węgier 13 sierpnia 1849 ocalałe resztki Legionów Polskich, wraz z Bemem i Wysockim, znalazły schronienie w Turcji, licząc na rychły wybuch wojny turecko-rosyjskiej. Duża część legionistów, którym nie udało się przedostać do Turcji, doświadczyła bezlitosnego terroru ze strony zwycięskich Austriaków.
18 sierpnia 1849 r. rozpoczęła się przeprawa Polaków przez Dunaj, która trwała przez 3 dni w okolicach Orszowy. Z Legionu Wysockiego przeprawiło się na ziemię serbską około 800 żołnierzy razem z oficerami, oraz około 400 ludzi z Legionu Włoskiego. Po przejściu granicy legioniści musieli oddać broń i byli internowani.
Po przeprawie Polacy przez kilka dni obozowali w wiosce serbskiej Tekiji. Później przemaszerowali na ziemie bułgarskie do Widynia gdzie rozłożyli się obozem nad samym Dunajem. Obóz otoczony był wartami tureckimi. Kilka dni później do obozu przybył oddział węgierski liczący około 4 tysięcy żołnierzy razem z stu kilkunastu Polakami z Polskiego Legionu siedmiogrodzkiego generała Józefa Bema. Polacy z Legionu Bema przyłączyli się w obozie do Legionu Wysockiego. Jak stwierdził w swoich wspomnieniach generał Józef Wysocki: „przyjęcie ze strony Turków było dość gościnne”.
Rozpoczęły się rozmowy dyplomatyczne między rządami krajów w kwestii dalszego losu internowanych Polaków. Rosja i Austria domagały się wydania Polaków. Sułtan turecki Abdülmecid I odmówił wydania, ale rozmowy dyplomatyczne dalej się toczyły. W rozmowach dyplomatycznych zaangażowali się też posłowie francuscy i angielscy.
Ze strony Tureckiej pojawiły się rady, że jednym ze sposobów uniknięcia wydania Austrii, czy Rosji jest przejście na Islam. Z takiej opcji skorzystał generał Józef Bem i kilkunastu Polaków. Pozostała większość Polaków zdecydowanie odrzuciła pomysł zmiany wiary i nawet pod groźbą śmierci postanowili pozostać przy „wierze ojców”. Zmiana wiary była też postrzegana jako wyrzeczenie się swojej narodowości.
W ostatnich dniach października Polaków i Węgrów wyprawiono do Szumen. W tamtejszych koszarach Polacy spędzili zimę 1849/1850 r. Przebywając w Szumen Generał Józef Wysocki opracował listę oficerów i żołnierzy dawnych Legionów Wysockiego i Bema przebywających w Turcji w internowaniu. Lista ta została później opublikowana w pamiętniku generała Wysockiego i zawiera kilkaset nazwisk. 
Dopiero w marcu 1850 r. zdecydowano o dalszym losie powstańców. Najwyżsi dowódcy dalej podlegali internowaniu. Żołnierze i oficerowie zostali uwolnieni i przestawiono im dwie możliwości do wyboru. Jedna to pozostanie na terenie Turcji. Druga to udanie się do Wielkiej Brytanii, bo jedynie Wielka Brytania zdecydowała się przyjąć Polaków. Rząd Turecki zobowiązał się wysłać Polaków do Wielkiej Brytanii na własny koszt. 
Za pobytem w Turcji przemawiały racje praktyczne. Turcja była postrzegana jako kraj gdzie łatwiej było zdobyć zarobek. Dodatkowo Turcja jako naturalny nieprzyjaciel Rosji przestawiała się jako naturalny sprzymierzeniec Polski. Pojawiały się też argumenty, że Polacy pozostali w Turcji mogli mieć misję cywilizacyjną wobec podległej sułtanowi ludności słowiańskiej. Osoby, które zdecydowały się na pozostanie w Turcji były wysyłane partiami do Kütahya. Część osób pozostałych w Turcji wzięła potem udział w wojnie Krymskiej. 
Około 150-180 osób zdecydowało się na wyjazd do Wielkiej Brytanii. W tym było około kilkudziesięciu oficerów, a reszta to szeregowcy. Powstańców udających się do Wielkiej Brytanii w pierwszych dniach kwietnia 1850 r wyprawiono drogą morską z portu w Warnie. Dotarli do Southampton w ostatnich dniach maja 1850 r.. 
W Wielkiej Brytanii z powstańcami spotkał się książę Władysław Czartoryski. Przekazał on możliwość wyjazdu do USA. Koszty podróży do USA, oraz koszty chwilowego utrzymania pokrywał rząd Stanów Zjednoczonych. Osoby, które się nie zdecydowały na wyjazd były pozostawione samym sobie. Ponad połowa powstańców przybyłych do Wielkiej Brytanii zdecydowała się na emigrację do USA. Reszta rozjechała się w różnych kierunkach.